# Syntaza tymidylanowa
Syntaza tymidylanowa, syntaza tymidylowa (EC 2.1.1.45) – enzym z grupy metylotransferaz katalizujący reakcję 2'-deoksyurydylanu (dUMP) z N5,10-metylenotetrahydrofolianu, z jednoczesnym utworzeniem dihydrofolianu i tymidylanu (TMP).
N5,10-metylenotetrahydrofolian + dUMP ⇌ dihydrofolian + TMP
Katalizuje reakcję poprzez utworzenie trójcząsteczkowego kompleksu substrat-enzym-kofaktor.
Deoksyurydylan wiąże się z enzymem przed kofaktorem, następnie jest metylowany do tymidylanu. Donorem grupy metylowej jest N5,10-metylenotetrahydrofolian. 
Jest jedynym źródłem syntezy TMP de novo w komórce, dlatego jest enzymem docelowym w chemioterapii przeciwnowotworowej, przeciwwirusowej, przeciwgrzybiczej i przeciwpierwotniaczej.
Inhibitorem syntazy tymidylanowej jest fluorouracyl. Ostatnio duże nadzieje na zastosowanie w chemoterapii budzą analogi N5,10-metylenotetrahydrofolianu, które są bardzo dobrymi inhibitorami syntazy tymidylanowej o silnych właściwościach cytotoksycznych.

Przeczytaj ostrzeżenie dotyczące informacji medycznych i pokrewnych zamieszczonych w Wikipedii.